# Mohammed Rageh
Mohammed Maamon Rageh (in arabo محمد راجح‎?; 1º gennaio 1998) è un mezzofondista yemenita.
Ha preso parte ai Giochi olimpici di Rio de Janeiro 2016.

## Palmarès
| Anno | Manifestazione               | Sede           | Evento        | Risultato | Prestazione | Note |
| ---- | ---------------------------- | -------------- | ------------- | --------- | ----------- | ---- |
| 2013 | Giochi asiatici giovanili    | Nanchino       | 2000 m siepi  | Bronzo    | 6'18"38     |      |
| 2014 | Campionati asiatici juniores | Taipei         | 1500 m piani  | 9º        | 4'07"43     |      |
| 2015 | Mondiali cross country       | Guiyang        | Juniores      | 98º       | 27'52"      |      |
| 2016 | Giochi olimpici              | Rio de Janeiro | 1500 m piani  | Batteria  | 3'58"99     |      |
| 2017 | Campionati asiatici          | Bhubaneswar    | 1500 m piani  | 10º       | 3'58"95     |      |
| 2017 | Campionati asiatici          | Bhubaneswar    | 10000 m piani | 6º        | 32'08"71    |      |